# Thần kinh sống ngực IX
Thần kinh sống ngực IX (T9) là dây thần kinh sống thuộc đoạn ngực của tủy sống.
Thần kinh rời khỏi ống sống, thoát ra từ bờ trên đốt sống ngực X (T10) hay bờ dưới đốt sống ngực IX (T9).